# 住吉村 (神奈川県)
住吉村（すみよしむら）は、1889年（明治22年）4月1日から1925年（大正14年）5月10日まで存在した神奈川県橘樹郡の村。

## 概要
神奈川県橘樹郡中部の村。現在の神奈川県川崎市中原区の南部、幸区の西部にあたる。

## 歴史

### 村名の由来
瑞祥地名。

### 沿革
- 戦国時代 - 今井、木月郷、借宿、井田の地名が見られる。
- 江戸時代 - 以下の6村が成立。
  - 今井村（幕府領、旗本勝部氏・筒井氏知行→旗本勝部氏知行、江戸増上寺領）
  - 木月村（旗本森川氏・三宅氏・内藤2氏の4給）
  - 市ノ坪村（旗本内藤氏知行→幕府領→江戸増上寺領）
  - 苅宿村（幕府領→旗本杉田氏知行→幕府領）
  - 井田村（旗本加藤氏・倉橋氏・八木氏・高林氏・鈴木氏の5給→幕府領、旗本加藤氏・倉橋氏・新見氏・鈴木氏知行）
  - 北加瀬村（旗本間宮氏知行→江戸増上寺領）
- 1868年（明治元年）
  - 旧暦6月17日 - 神奈川府の管轄となる。
  - 旧暦9月21日 - 神奈川府が神奈川県に改称。
- 1874年（明治7年） - 大区小区制の施行により、上平間村、中丸子村、市ノ坪村、今井村、鹿島田村、苅宿村が第4大区第7小区に、井田村、木月村、蟹ケ谷村、明津村、北加瀬村が第4大区第8小区になる。
- 1889年（明治22年）4月1日 - 町村制の施行により、今井村、木月村、市ノ坪村、苅宿村、井田村、北加瀬村が合併して住吉村が成立。
- 1925年（大正14年）5月10日 - 一部の区域（北加瀬）を日吉村へ分割編入した上で、残部が中原村と合併して中原町となる。同日住吉村廃止。
- 1933年（昭和8年）8月1日 - 中原町が川崎市に編入。
- 1937年（昭和12年）4月1日 - 日吉村が川崎市、横浜市に分割編入。旧住吉村の区域は川崎市となる。
- 1972年（昭和47年）4月1日 - 川崎市が政令指定都市に指定され、北加瀬の一部（現西加瀬の全域、大倉町の一部を除く）が幸区に、残部が中原区になる。

### 地名
地名としての「住吉」は1942年の木月住吉町の起立で復活している。
住吉神社（明治42年）、住吉小学校（明治33年）、住吉中学校（昭和22年）、住吉高等学校（昭和54年）に、住吉の名が現在も使われている。

## 交通

### 鉄道路線
東京横浜電鉄（現東京急行電鉄）東横線の元住吉駅は、住吉村廃止の翌年の1926年に木月に開業。駅名の命名は、元（旧）住吉村の地に由来し、「住吉」の名に愛着を持った住民からの要望による。

### 道路
- 綱島街道

## 現在の町名
川崎市中原区
- 旧今井村：今井上町、今井仲町、今井南町、今井西町
- 旧木月村：木月、木月大町、木月祗園町、木月伊勢町、木月住吉町
- 旧市ノ坪村：市ノ坪
- 旧苅宿村：苅宿
- 旧井田村：井田、井田中ノ町、井田三舞町、井田杉山町
- 旧北加瀬村（一部）：西加瀬、大倉町（一部）

川崎市幸区
- 旧北加瀬村（一部）：北加瀬